# Custódio Alvim Pereira
Custódio Alvim Pereira (São João do Monte, 6 de fevereiro de 1915 — Roma, 12 de novembro de 2006) foi um arcebispo da Igreja Católica. Foi o último arcebispo português de Lourenço Marques.

## Biografia
Custódio Alvim Pereira nasceu em São João do Monte, em Tondela, em território da diocese de Viseu, em 6 de fevereiro de 1915.
Concluiu os estudos para o sacerdócio no Pontifício Colégio Português e formou-se em ciências bíblicas no Pontifício Instituto Bíblico e em direito canônico na Pontifícia Universidade Lateranense.

## Vida religiosa
Foi ordenado padre aos 22 anos, em 18 de dezembro de 1937. Pouco depois, em 1946, foi nomeado vice-reitor do Pontifício Colégio Português e em 1954, seu reitor.
Em 20 de dezembro de 1958, o Papa João XXIII o nomeou bispo-auxiliar de Lourenço Marques e bispo-titular de Nepte. Em 8 de março de 1959, recebeu a ordenação episcopal pelo cardeal Dom Teodósio Clemente de Gouveia, arcebispo metropolitano de Lourenço Marques, tendo como co-sagrantes o bispo de Nampula, Dom Manuel de Medeiros Guerreiro e o Bispo de Beira, Sebastião Soares de Resende.
Com a morte do cardeal de Gouveia, ocorrido em 6 de fevereiro de 1962 no palácio arquiepiscopal de São Vicente, tornou-se vigário capitular e, em 3 de agosto seguinte, o Papa João XXIII o nomeou arcebispo metropolitano de Lourenço Marques. Entre 1967 e 1969, ele também foi presidente da Conferência Episcopal de Moçambique. Ele participou de todas as sessões do Concílio Vaticano II. Nos anos do processo de descolonização das colônias portuguesas na África, entre meados dos anos sessenta e setenta do século passado, colocou-se claramente em posições de defesa da política do governo português.
Em 26 de agosto de 1974, resignou-se da arquidiocese a pedido do Papa Paulo VI, tornando-se arcebispo emérito, quando foi forçado a deixar a cidade devido à Revolução Comunista de 1975. Foi substituído pelo primeiro bispo africano da capital, entretanto renomeado com o nome de Maputo, o franciscano Alexandre José Maria dos Santos, mais tarde cardeal.
Chamado de volta a Roma, tornou-se parte do capítulo da Basílica de São Pedro no Vaticano como cônego, onde permaneceu até sua morte, tornando-se decano e vice-presidente.
Ele residiu pelo resto de sua vida, como capelão, na Casa Madonna di Fatima, aos cuidados da Congregação das Irmãs Franciscanas Hospitaleiras da Imaculada Conceição, onde morreu num domingo, 12 de novembro de 2006, aos 91 anos. O funeral foi realizado no dia 14 de novembro no altar da Cátedra da Basílica de São Pedro, no Vaticano, e foi presidido pelo cardeal  Angelo Comastri. No final do ritual, o corpo foi enterrado no sacelo do Pontifício Colégio Português no cemitério Campo di Verano.